# Ixora cordifolia
Ixora cordifolia är en måreväxtart som beskrevs av Theodoric Valeton. Ixora cordifolia ingår i släktet Ixora och familjen måreväxter. Inga underarter finns listade i Catalogue of Life.